# Кумовской капитализм
Кумовско́й капитали́зм (англ. crony capitalism) (возможны иные варианты перевода — блатно́й капитали́зм, капитали́зм для свои́х, непоти́ческий капитали́зм) — термин, обозначающий капиталистическую экономику, в условиях которой успех в бизнесе зависит от личных связей бизнесменов с государственными служащими. Такие связи используются для получения лицензий, государственных заказов, субсидий и т. п.
Термин используется при описании экономики так называемых «азиатских тигров» в 1960—1990-е годы (Южная Корея, Тайвань, Гонконг, Сингапур), где наблюдалась тесная связь крупного бизнеса и правящих партий. Формы этой связи различны: чеболи в Южной Корее, тесные связи деловых кругов с правящими партиями в Малайзии, нахождение крупнейших бизнес-групп в собственности детей президента Сухарто в Индонезии. В этих странах был крайне высокий уровень коррупции.
Термин также применяется при описании современной экономики КНР, частично постсоветской России, Казахстана, Турции и ряда других стран.
В индексе кумовского капитализма, составленном в 2014 году журналом The Economist, Россия занимает второе место, со значительным отставанием от лидера — Гонконга. Украина — четвёртое место.
Для многих форм кумовского капитализма характерно действие принципа Питера.